# St. Leonhard (Jettingen-Scheppach)

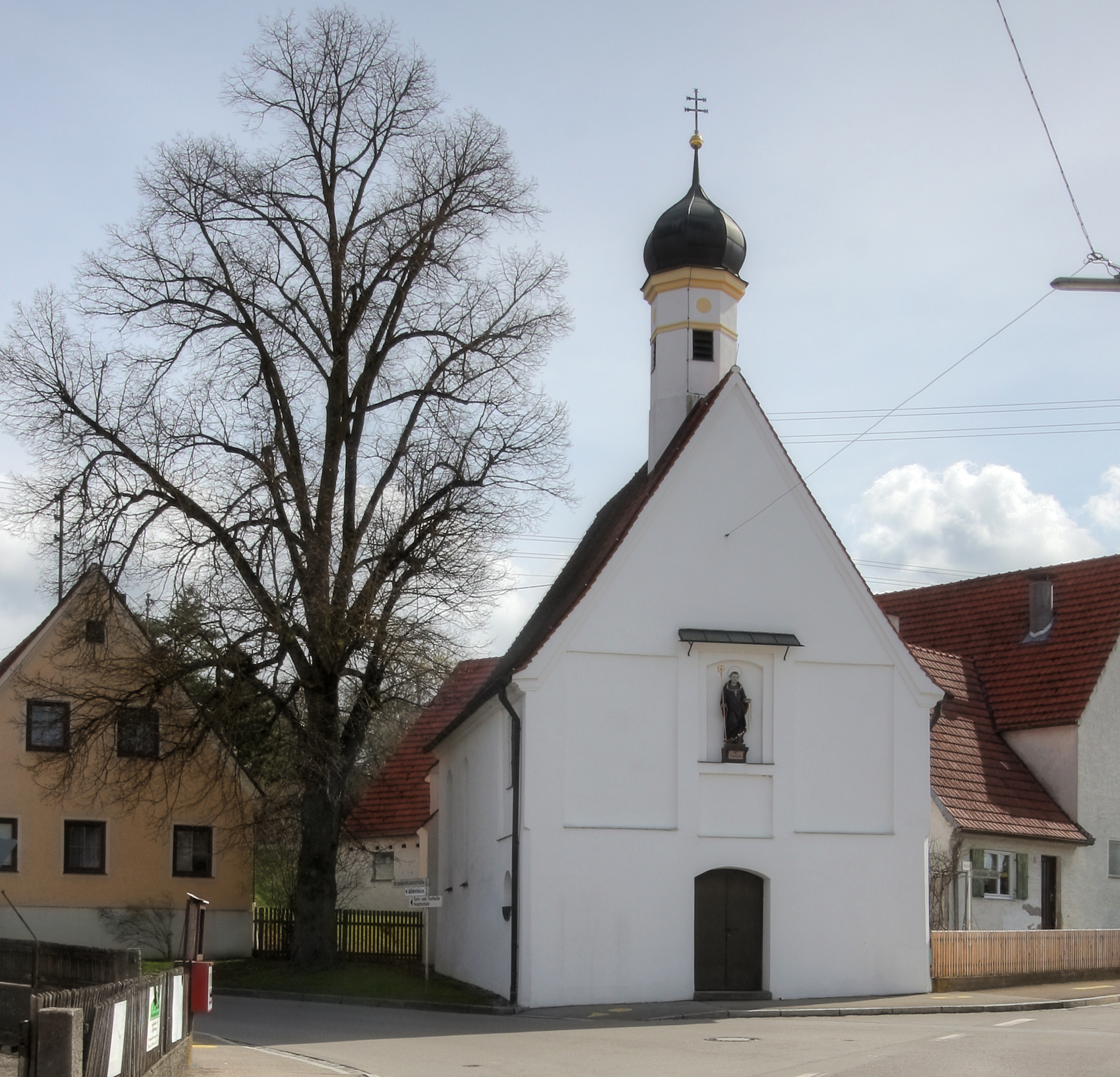
St. Leonhard in Scheppach

Die römisch-katholische Kapelle St. Leonhard steht in Jettingen, einem Gemeindeteil des Marktes Jettingen-Scheppach im schwäbischen Landkreis Günzburg in Bayern. Das Bauwerk ist in der Liste der Baudenkmäler in Jettingen-Scheppach als Baudenkmal unter der Nr. D-7-74-144-30 eingetragen.

## Beschreibung
Die Kapelle ist eine im Kern spätgotische, mehrfach veränderte Saalkirche mit einem Langhaus und einem eingezogenen, dreiseitig geschlossenen Chor im Osten. Über dem Portal in der Fassade im Westen befindet sich eine Nische, in der die Statue des Leonhard von Limoges steht. Aus dem Satteldach des Langhauses erhebt sich ein achteckiger Dachreiter, der mit einer Zwiebelhaube bedeckt ist. Der Innenraum des Langhauses ist mit einer Flachdecke überspannt, der des Chors mit einem Netzgewölbe. Um 1720 entstand die Darstellung eines Heiligen Wandels.